# Apolemichthys xanthopunctatus
Apolemichthys xanthopunctatus là một loài cá biển thuộc chi Apolemichthys trong họ Cá bướm gai. Loài này được mô tả lần đầu tiên vào năm 1973.

## Từ nguyên
Từ định danh của loài được ghép bởi hai từ trong tiếng Latinh, là xanthos ("màu vàng") và punctatus ("có chấm, đốm"), hàm ý đề cập đến các chấm vàng phủ chi chít khắp thân.

## Phạm vi phân bố và môi trường sống
A. xanthopunctatus có phạm vi phân bố tập trung ở Trung Thái Bình Dương. Loài này được ghi nhận tại: đảo san hô Kapingamarangi (Liên bang Micronesia); Kiritimati, Tabuaeran (quần đảo Line), đảo Kanton (quần đảo Phoenix) và quần đảo Gilbert (đều thuộc chủ quyền của Kiribati); quần đảo Marshall; đảo Howland và đảo Baker (Hoa Kỳ); quốc đảo Nauru.
A. xanthopunctatus sống gần các rạn san hô và mỏm đá ngầm ở mặt trước rạn và trong đầm phá ở độ sâu khoảng từ 10 đến 65 m.

## Mô tả
A. xanthopunctatus có chiều dài cơ thể tối đa được ghi nhận là 25 cm. Cơ thể cá trưởng thành có hình bầu dục, màu vàng tươi khắp đầu và thân, lốm đốm các chấm màu vàng chanh sáng. Vây lưng, vây đuôi và vây hậu môn có màu đen với dải viền màu xanh lam óng. Một đốm đen lớn nổi bật ở trên trán. Môi có màu xanh lam. Cá con có thêm một vệt đen băng qua mắt và một đốm đen lớn viền trắng ở thân sau (lan rộng lên vây lưng sau).
Số gai ở vây lưng: 14; Số tia vây ở vây lưng: 17–18; Số gai ở vây hậu môn: 3; Số tia vây ở vây hậu môn: 17–19; Số gai ở vây bụng: 1; Số tia vây ở vây bụng: 5.

## Sinh thái
Thức ăn của A. xanthopunctatus là hải miên và những loài thuộc phân ngành Sống đuôi. A. xanthopunctatus thường sống đơn độc hoặc bơi theo cặp, đôi khi hợp thành những nhóm nhỏ.
A. xanthopunctatus được ghi nhận là đã tạo ra những cá thể lai với Apolemichthys trimaculatus và Apolemichthys griffisi, là những loài có cùng phạm vi phân bố với chúng, được ghi nhận tại Kiribati.
A. xanthopunctatus đôi khi được đánh bắt trong ngành thương mại cá cảnh.